# Маріо Перес Гуадаррама
Маріо Перес Гуадаррама (ісп. Mario Pérez Guadarrama, нар. 30 липня 1946) — мексиканський футболіст, що грав на позиції захисника, зокрема за клуб «Америка», а також національну збірну Мексики.

## Клубна кар'єра
У дорослому футболі дебютував 1965 року виступами за команду «Некакса», в якій провів чотири сезони. 
Своєю грою за цю команду привернув увагу представників тренерського штабу клубу «Америка», до складу якого приєднався 1969 року. Відіграв за цю команду з Мехіко наступні дев'ять сезонів своєї ігрової кар'єри, а завершував ігрову кар'єру у команді «Тампіко Мадеро», за яку виступав протягом 1978—1979 років.

## Виступи за збірну
1967 року дебютував в офіційних матчах у складі національної збірної Мексики.
У складі збірної був учасником футбольного турніру на Олімпіаді-1968 та домашнього для мексиканців чемпіонату світу 1970 року, на якому господарі припинили боротьбу на стадії чвертьфіналів. Сам Перес Гуадаррама виходив на поле у всіх чотирьох іграх Мексики на мундіалі.
Загалом протягом шестирічної кар'єри у національній команді провів у її формі 58 матчів, забивши 1 гол.

## Титули і досягнення
- Срібний призер Чемпіонату націй КОНКАКАФ: 1967
- Переможець Панамериканських ігор: 1967